# Кашину-Ноу
Кашину-Ноу (рум. Cașinu Nou) — село у повіті Харгіта в Румунії. Входить до складу комуни Плеєшій-де-Жос.
Село розташоване на відстані 195 км на північ від Бухареста, 26 км на південний схід від М'єркуря-Чука, 69 км на північний схід від Брашова.

## Населення
За даними перепису населення 2002 року у селі проживали 839 осіб. Рідною мовою 838 осіб (99,9%) назвали угорську.
Національний склад населення села:
| Національність | Кількість осіб | Відсоток |
| -------------- | -------------- | -------- |
| угорці         | 735            | 87,6%    |
| цигани         | 97             | 11,6%    |
| румуни         | 7              | 0,8%     |